# Blausicht
Blausicht ist das dritte Soloalbum des österreichischen Rappers Gerard. Es erschien am 20. September 2013 über das Label Heart Working Class.

## Titelliste
1. Blausicht – 2:25
2. Wie neu – 3:08
3. Zünd den Regen an – 2:40
4. Alles jetzt – 3:48
5. Lissabon – 3:30
6. Verschwommen – 4:41
7. Welt erobern / behalten – 4:01
8. Irgendwas mit rot – 3:53
9. Raten – 3:39
10. Gold – 3:23
11. Manchmal – 3:41
12. Atme die Stadt (feat. OK Kid) – 4:05
13. Nichts – 4:23

## Rezeption

### Charts
Blausicht stieg auf Platz 11 der österreichischen Album-Charts ein. In der Schweiz konnte Gerard Rang 66 belegen. Auch in Deutschland konnte sich das Album mit Platz 27 in den Charts positionieren.

### Kritik
Die E-Zine Laut.de bewertete Blausicht mit vier von möglichen fünf Punkten. Aus Sicht des Redakteurs Simon Langemann resultiere aus der gekonnt „dosierten Mischung verschiedenster Einflüsse“ ein „hochmodernes Soundkostüm, das sich qualitativ wie innovativ deutlich vom Deutschrap-Durchschnitt“ abhebe. Im Zuge dessen wird Patrick Pulsinger gelobt, der für die Abmischung und das Mastering des Albums verantwortlich war. Auch Gerards Vortrag wird von Langemann positiv gewertet. Dabei verkörpere der Österreicher „eher einen Erzähler mit Bedacht als den entfesselten Rap-Techniker.“ Das Stück Raten stelle das „stimmungsvolle Highlight“ der Veröffentlichung dar. Zusammengefasst habe Gerard für Blausicht mehr Aufmerksamkeit verdient, als er erhalte.

### Bestenliste
In der Liste der besten „Hip Hop-Alben des Jahres“ 2013 der 'Juice' wurde Blausicht auf Rang 7 platziert, während es bei Laut.de auf Platz 15 landete. Aus Sicht der Redaktion halte das „Quasi-Debüt“ alles, „was die monatelange Promo samt Videosingles und etlichen Livegigs versprach.“